# トレメンダス (戦列艦)
| 仏フリゲートと交戦するトレメンダス（手前） | |
| 艦歴                                       | |
| 発注:                                      | 1782年1月1日 |
| 建造:                                      | バーナード造船所（デットフォード）                                                                                   |
| 進水:                                      | 1784年10月30日 |
| その後:                                    | 1897年売却 |
| 性能諸元                                   | |
| クラス:                                    | ガンジス級戦列艦 |
| 全長:                                      | 砲列甲板：169ft 6in（51.7m）                                                                                         |
| 全幅:                                      | 47ft 8½in（14.5m）                                                                                                   |
| 喫水:                                      | 20ft 3in（6.2m） |
| 機関:                                      | 帆走（3本マストシップ）                                                                                              |
| 乗員:                                      | 590名 |
| 兵装:                                      | 74門： 下砲列：32ポンド(15kg)砲28門 上砲列：18ポンド(8kg)砲28門 後甲板：9ポンド(4kg)砲14門 船首楼：9ポンド(4kg)砲4門 |

トレメンダス（HMS Tremendous）は1784年10月30日に進水したエドワード・ハント設計のガンジス級74門艦3等戦列艦。
1845年に50門艦に改装されグランパスと改名された。その後1856年に火薬貯蔵庫となり、1897年に売却された。